# Echinoclathria inornata
Echinoclathria inornata är en svampdjursart som först beskrevs av Hallmann 1912.  Echinoclathria inornata ingår i släktet Echinoclathria och familjen Microcionidae. Inga underarter finns listade i Catalogue of Life.